# 仙劍奇俠傳五前傳
《仙劍奇俠傳五前傳》是仙剑奇侠传系列的第七部作品，是由臺灣大宇資訊在北京的子公司北京軟星所製作的一款角色扮演遊戲，对应Microsoft Windows平台。遊戲于2013年1月15日兩岸同步上市发售。前作為《仙劍奇俠傳五》。《仙劍奇俠傳五前傳》使用與《仙劍奇俠傳五》、《仙劍奇俠傳四》相同的遊戲引擎RenderWare製作，遊戲畫質與特色要素更勝前作。劇情年代定為《仙劍奇俠傳五》故事20多年前、《仙劍奇俠傳》初代十多年後、《仙劍奇俠傳二》數年後。遊戲的主題為「牵绊」。

## 故事情節

### 主題
悠游尘世的人，背负宿命的人，落拓江湖的人……身份迥异的数人，为了心中的牵绊，相逢于人海。踏西域黄沙，渡东海惊涛，共经多少风雨，磨砺的是少年意气，不变的是知己情谊。奈何世事无常，天意总是弄人。牵绊犹在，信念却已相悖，名利无求，挥剑只为同生。相逢若陌路，拂却恩怨风烟，已不见当年身影。然而，即便行至命运的终点，剑刃相向之时，回望烽云，此生无悔，此心无愧。

### 主劇情

#### 本传
翩翩公子夏侯瑾轩，雖出身武林世家，卻自幼不喜武林事。直至一日，他偶遇賣藝少女瑕和江湖浪人謝滄行，又恰逢折劍弟子姜承送來品劍大會請柬，諸事交錯下，一步江湖，前路更有奇緣：慧質麗人暮菖兰，世家少主皇甫卓，神秘公子龙溟，蜀山弟子凌波，半魔青年厉岩，苗疆少女結蘿……為情，為義，他終究義無反顧投入江湖漩渦。而本是無奈之下踏上的旅程，最終將牽繫整個人界……幾經風雨，心中牵绊不改，始終只是那份塵世情緣。只盼綠水青山，共一眾好友，舉杯同飲；風花月夜，與佳人執手，相攜一生。

#### DLC《梦华幻鬥》
- 于2013年6月25日发布，售价人民币10元，已购买标准版、豪华版或数字版的玩家可通过附送的DLC激活码免费游玩。
- 包含全新剧情，全新BOSS战，以及本传十大支线配音。
- 故事梗概：本已無緣再見的人得以並肩同行。一切都似乎不合常理，為何會發生這種事情，是夢?是幻?夏侯瑾軒、瑕、龍幽、小蠻等眾人也十分不解。通過大家齊心協力的探索，真相也漸漸浮出水面……

## 人物介紹
夏侯瑾轩（配音：姜廣濤）
男主角。武林四大家族之一的夏侯家的少主，明州人氏。不喜舞槍弄劍，專愛趣聞逸史，讓父親夏候彰深感恨鐵不成鋼。好在其二叔夏侯韜（实为魔翳）指導仙術符法，故有所涉略，沒淪落到手無縛雞之力的境地。雖然喜歡讀書，博覽群書，但他卻不是一個死讀書、固執己見，有時也會有一些出人意料的鬼點子與異想天開，在遇到問題時，他常能冷靜地分析出最合理的解決辦法。對待朋友全心全意，希望身邊的所有人都能得到幸福，但卻從不計較別人怎麼看待自己，對於錢財名利視之身外物。结局中与瑕一起坠下悬崖。於仙劍六證明沒死，徒弟為仙劍六配角之一顧寒江。
瑕（配音：劉校妤（劉露））
女主角。幼時神州大地震，母親經逢生產，不及逃生死亡，其父在瑕有次長睡不醒誤認死亡，在下葬時意外覺醒，使之父女倆被趕出村莊，四處流浪，其父賣藝賺錢為瑕治病之餘，仍對於需要幫助之人伸出援手，間接形塑瑕的個性大方、凡事樂觀。在父親因病過世後，投身賣藝以維持生計。由於知覺只有常人的三分，喜歡喝烈酒，酒量出奇的大。時常有身體不適的感覺，但晚上又常常不會睡覺。偶爾睡著了，就很難被叫醒。與知己小酌幾杯，特別能讓她開懷。故事开始因打碎玉而结识夏侯瑾轩。结局中与夏侯瑾轩一起坠下悬崖。於仙劍六證明沒死，徒弟為仙劍六配角之一顧寒江。
暮菖兰（配音：季冠霖）
相貌與身材出眾的女俠，為了錢不論什麼樣的委託都會接，一开始怀着目的接近男女主角。但在很愛財的面目下，是個為了村子盡心治病的溫柔女兒心。
姜承(姜世離)（配音：王凱）
原歐陽世家的四弟子，為人沉穩內斂，做事認真，不愛多說話，但內在不乏細膩之處，與夏候瑾軒相交十餘年，對師傅歐陽英非常尊敬。因為不擅交際，而被大多數同門弟子疏遠，又因和歐陽二小姐歐陽倩關係親密，而遭到同門眾多弟子的嫉妒。因魔翳的计谋而被赶出折剑山庄，后被诬陷，在悲愤中更名为姜世离，创立净天教。五前结局被蜀山封印，20年后被其子姜云凡放出（仙剑五正传剧情）。
谢沧行(罡斬)（配音：張震）
行走江湖的神秘男子，個性悠然自在，不在意小節，臉皮厚，卻又粗中帶細。喜歡喝酒，因緣際會成為夏候瑾軒護衛之一，對瑾軒等人頗多照顧。
實則為蜀山派長老，道號罡斬，喜好與他人比武，樂而不疲，武林四大世家門主均對其頭疼，曾與蜀山掌門一貧大戰三日三夜而不分勝負，被人評斷他的劍術修為堪比昔日劍聖。與師姐草谷互為知心好友。用生命加固蜀山锁妖塔封印后死亡。
皇甫卓（配音：邊江）
武林四大家族之一的皇甫家的少主，皇甫一鳴之子，與主角夏候瑾軒為總角之交。喜好雕玉，對於相關知識總能口若懸河般的敘述，經常將成品贈送給友人。
為人處事嚴己律人，雖有說話不留情面、過於直接，卻能勇於認錯，性格剛正、情深義重，不認同其父汲汲營營爭奪武林盟主之位的想法，認為當以仁義為先亦可能武林同道尊重。
個性忌惡如仇，對害人妖魔之類可說是非常敵視，但在與姜承相處過程認同其是正直內斂之人，即便他是妖魔後裔，也敢於在公審大會為他力爭直理。
凌波（配音：白雪岑）
蜀山弟子之一，曾與草谷道長學過醫術，負責守衛璇光殿，和妹妹凌音都是蜀山的傑出後起之秀。外表溫柔似水，個性剛強堅持，與江湖中人認為斬妖除魔有狹隘的「非我族類，其心必異」觀念較有不同看法，認為魔在不為惡前提下與眾生平等。而在與龍溟結識後，原本平靜無波的內心漸漸掀起漣漪。帮助龙溟盗得神农鼎，但因神力所伤，死于流光洞，灵魂苦等龙溟20年。
龍溟（配音：張傑）
魔界“夜叉族”君主，龍幽之兄。深負越行之能，與魔界長老魔翳為解除夜叉族常年乾旱之苦，雙管齊下，隻身前往人界尋找水源法器，而魔翳藉由縛魂術及佈局暗中要打破神魔之井。性格沉穩，做事狠絕，以興復夜叉族為大任。為取得神農鼎而接近蜀山弟子凌波，卻意外與她共墜愛河，譜出一段刻骨銘心的淒美戀曲。夜袭蜀山，在凌波帮助下盗得神农鼎，后与神降密境中骨蛇缠斗，为保护神农鼎而死。临死前用其武器将骨蛇封印并向魔翳留下遗言。
厲岩（配音：严明）
紅髮的半魔青年，有著神秘的異域風姿，原為一群半魔山賊頭領，為人重情重義，不信任人類。在經過千峰嶺山寨之變後內心為不能守護同胞而懊悔不已，在姜世離成為魔君後誓言成為其之屬下，日後成為的淨天教八大尊者護法之一－「血手」。
结萝（配音：邱秋）
散發著慧黠清麗氣息的苗風女子，在中原遊歷時偶然遇上厲岩，從此對他產生愛慕之心。對感情事毫不掩藏，直來直往，終讓厲岩為之動情，直呼厲岩為大哥，日後為追隨厲岩而加入淨天教，成為淨天教八大尊者護法之一－「毒影」。

## 遊戲系統

### 遊戲特點
1. 可控角色数：10人（但同时间在队人数不会超过8人）。
2. 可选择游戏难度：简单、普通、困难三种模式。
3. 同场参战人数：4人（可从后备队员裡换人）。
4. 战斗系统：全员连携攻击系统、两两合击系统等，另有伤害统计（方便跳过战斗画面的玩家了解打出多少数值的伤害）。
5. 副系统：炼化系统、符咒系统、称号系统（称号可以给角色装备，令角色属性提升）、讨价还价等。
6. 机关：听音辨调、地图上移动的旋风、沙虫地洞、雪石路冰冻等。
7. 小事件：考验操作的游戏型小事件（小游戏），如弹幕防御、卡牌遊戲和躲避视线等等；需要和游戏中的特定人物进行互动的互动型小事件，如带人、寻物、猜谜对诗等小事件；牵扯出更多和剧情相关的闲谈的交流型小事件，如NPC的趣事八卦等。
8. 场景中加入全开放型迷宫地图：可以控制角色完全自由地行走。
9. BOSS战斗丰富：有全QTE的BOSS战、保障人质安全的BOSS战等。

### 音乐
| 曲目     | 演唱者 | 作词                         | 作曲   |
| -------- | ------ | ---------------------------- | ------ |
| 牵绊     | 萧人凤 | 兰钰烨（网络ID：唐家大小姐） | 曾志豪 |
| 有情燕   | 萧人凤 | 卜磊                         | 吴欣叡 |
| 只因有你 | 霏霏   | 兰钰烨                       | 曾志豪 |
| 仙剑梦缘 | 徐颢菲 | 徐颢菲                       | 徐颢菲 |

- 四首主題曲牽絆、有情燕、只因有你、仙劍夢緣。
- 吳欣叡：清和風、聲聲慢、燕歸來（及草稿）、月嬋娟、歡顏別、懼游翳、朔語懷刃、風雲亂、焚天炎（快板和慢板）、金錯刀、蒼山別舊、昨日盟（及變奏）。
- 周志華：海晏天青、來生祭、春草碧、遠山橫、子夜歌、風入松、靜海閒潮、塞上秋、悵世經年、聖古律、孤煙寂。
- 駱集益：杏花天、關河碎影
- 曾志豪：心語千翠、撲蝴蝶、定風波、劍器近、九霄倚虹、刀間鼓、浮雲奔浪、芳春頌、烽煙點兵、蒼雷驚弦、醉瑤瑟、止水盪、殤別離、泣心譜、夢影難捨、此生不棄（結局動畫配樂）

### 防盜機制
與前作相同，仍然採用增強的SecuROM進行加密，且無須全程連線即可遊玩。但與前作不同的是，本作不再提供離線激活服務。

### 全程語音
游戏全程配音于2013年1月15日与游戏同步上市，但不会整合在最初版本的游戏主程序内。
本作的DLC《梦华幻鬥》也包含全程配音，且追加本传十大支线配音在其中。

## 重要事件

### 百游公司负责中国大陆地区的发行
《仙剑奇侠传五-前传》已于2013年1月15日正式上市。《仙剑5前传》实体版官方预售于12月20日启动。

### 大陆豪华版MP3扩容盘事件
2013年1月15日，本作于两岸同步上市，包含葫芦造型MP3等多项周边的大陆豪华版也陆续出货。但在出货后不久，即被已有收到货的玩家指出，豪华版内附的葫芦造型MP3所使用的芯片并非真正的MP3芯片，而是用扩容盘制作的。百游方面经过调查，也确认了结果属实，并发布公告声明，同时宣布召回所有在2013年1月16日之前出货的豪华版产品内的MP3。

### 大陆数字版激活规则变更事件
2013年4月10日，百游在本作大陆官方网站发布公告，宣布更改激活规则，将在此之后销售的数字版激活码的激活机会由两次削减为一次，实体版激活码不做调整。官方在公告中指出，网络商家拆卖数字版激活码激活机会的行为导致了客服工作量加大，玩家权益受损，且经销商的此种行为令开发和运营公司的权益皆受损，在迫于无奈的情况下变更规则。

### 试玩版发布
2013年5月31日，本作于两岸同步发布试玩版，以供玩家在购买游戏之前先行体验本作的部分内容以及游戏系统。根据官方说明，该版本截取的为游戏中的“迷沙旱海至楼兰古城（游戏中初遇龙溟与凌波）”精华片段，游戏时长约2至4小时（因个人程度而不等，仅为大约估计）且该版本的CG采用的是高压缩版本的CG，游戏功能也只开放一部分。为了方便玩家，该版本免安装即可直接打开，容量大约为2G，可于官网直接下载。

### DLC《梦华幻鬥》发布
2013年6月21日，百游宣布，本作第一个DLC《梦华幻鬥》将于6月25日正式上市，该DLC售价人民币10元(台灣免費)，已购买标准版、豪华版或数字版的玩家可以通过附送的激活码免费游玩。本DLC除包含新剧情，新BOSS战外，还追加了本传中的十大支线配音。

### 多平台发售
自2017年下半年开始，为满足不同平台用户之需求，本作陆续于不同的游戏平台上发布并开放玩家购买。继2017年下半年伊始率先进驻方块游戏平台并开售后，同年9月15日，本作于Steam平台发布，并于2017年9月30日解锁开售。

### 銷售量達到150萬套
在2022年11月IGN对姚壮宪的采访中披露，《仙剑五前传》的总销量超过150万套，为系列之最。

## 反映
根据玩家总体评价，比起前作“仙剑奇侠传五”，本作在各方面均有大进步。
在台湾著名游戏论坛巴哈姆特上，仙剑五前传的评分高达9.5分，与仙剑一持平。玩家对该游戏认可的前五项为：作品剧情，角色设定，音乐音效，游戏画面，耐玩度。

## 外部連結
- 官方网站